# Reinhold Hausen
Reinhold Theodor Hausen, född 9 oktober 1850 i Sund, död 8 januari 1942 i Helsingfors, var en finländsk historiker och arkivarie. Han var far till Hans och Ulla Hausen.
Till sin härkomst tillhörde han en utomäktenskaplig gren av friherrliga ätten von Tiesenhausen som bosatte sig i Finland. Hans föräldrar var militärläkaren Karl Magnus Hausen och Julia Aejmelaeus. Han var gift med Anna Julia Reinholdina Böning från 1881 till 1907.
År 1890 publicerade Hausen Åbo domkyrkas svartbok, som är den viktigaste enskilda kopieboken med avskrifter av brev och handlingar som berör Åbo domkyrkas egendom. Sitt namn, svartboken, har den fått av pärmen som är överdragen med svart skinn. Den förvaras på finska riksarkivet. 
År 1910 utkom första delen av den serie som ligger till grund för den moderna medeltidsforskningen i Finland: Finlands medeltidsurkunder. Under följande 15 år utgav Hausen ytterligare 7 delar. Jämfört med detta verk var äldre källutgåvor små och ofullständiga, och många saknade hänvisningar som handlingarnas ursprung. Hausen däremot anlade helt nya principer, då varje handling försågs med noggranna uppgifter om arkivtillhörighet samt om den blivit publicerad någon annanstans. Verkets betydelse för forskningen kan inte överskattas. 1935 var forskningsläget radikalt förändrat: forskarna hade plötsligt fått tillgång till de centrala handlingarna och kunde förankra sina hypoteser i källorna. 
Somrarna 1872 och 1873 grävde Hausen ut Nådendals kloster.
Hausens målsättning var att förena de historiska och arkeologiska källorna. Han var hedersmedlem i Svenska Litteratursällskapet i Finland.